# Port-aux-Français
Ne pas confondre avec « Port des Français » (aujourd'hui Baie Lituya).
Port-aux-Français est une station technique et scientifique des îles Kerguelen et actuellement le seul établissement permanent de l'archipel. Elle a été créée en 1950 avec l'édification de laboratoires scientifiques, des installations techniques et logistiques, ainsi qu'un petit hôpital. Elle abrite suivant les périodes entre 45 et 120 personnes.
La base est desservie par des rotations du navire Marion Dufresne depuis l'île de La Réunion, distante de 3 490 kilomètres ; le trajet dure une dizaine de jours et est effectué lors de quatre opérations portuaires chaque année (OP1 en mars, OP2 en septembre, OP3 en novembre et OP4 en décembre).

## Géographie

### Situation
La station se trouve sur les rives septentrionales d'une petite baie du golfe du Morbihan, qui baigne la côte sud de la péninsule Courbet à l'est de la Grande Terre.
La plupart des bâtiments, dont ceux affectés au logement, sont concentrés dans une zone grossièrement carrée d'environ 300 mètres de côté mais diverses constructions techniques se trouvent beaucoup plus éloignées du centre de la base qui s'étend ainsi dans sa plus grande longueur sur plus de quatre kilomètres. La surface bâtie totale est d'environ 9 000 mètres carrés.

### Climat
Port-aux-Français a un climat subpolaire océanique (océanique froid ou type DM) avec comme record de chaleur 25,8 °C le 23 janvier 1994 et comme record de froid −9,5 °C le 11 août 2014. La température moyenne annuelle est de 5 °C.
| Mois                                             | jan.         | fév.         | mars         | avril        | mai          | juin         | jui.         | août         | sep.         | oct.         | nov.         | déc.         | année     |
| ------------------------------------------------ | ------------ | ------------ | ------------ | ------------ | ------------ | ------------ | ------------ | ------------ | ------------ | ------------ | ------------ | ------------ | --------- |
| Température minimale moyenne (°C)                | 4,5          | 4,7          | 4            | 2,9          | 1,1          | 0            | −0,5         | −0,5         | −0,3         | 0,7          | 1,9          | 3,5          | 1,8       |
| Température moyenne (°C)                         | 8,2          | 8,4          | 7,6          | 6,1          | 4,1          | 2,7          | 2,3          | 2,3          | 2,8          | 4            | 5,5          | 7,2          | 5,1       |
| Température maximale moyenne (°C)                | 11,9         | 12,2         | 11,1         | 9,4          | 7,1          | 5,4          | 5,1          | 5,2          | 5,8          | 7,4          | 9,1          | 10,9         | 8,4       |
| Record de froid (°C) date du record              | −1,5 16.2006 | −1 24.1973   | −2,2 20.2021 | −4,4 29.1965 | −7,2 23.1966 | −8,5 14.1971 | −8,9 07.1964 | −9,5 11.2014 | −7,6 21.1997 | −5,1 01.1963 | −4,4 05.1963 | −3,3 21.1965 | −9,5 2014 |
| Record de chaleur (°C) date du record            | 25,8 23.1994 | 23,6 04.2001 | 22,3 02.1994 | 23,1 07.1985 | 16,8 18.1984 | 14,5 03.1969 | 13,2 16.2000 | 15 31.1951   | 15,8 09.2008 | 19,1 29.1987 | 19,9 19.2002 | 22,1 19.1952 | 25,8 1994 |
| Ensoleillement (h)                               | 190          | 162,5        | 143          | 110,9        | 93,2         | 70,2         | 83,6         | 105,1        | 125,8        | 153,6        | 175,1        | 189          | 1 601,8   |
| Précipitations (mm)                              | 51,1         | 43,8         | 64,9         | 57,9         | 67,3         | 64,7         | 64           | 58,9         | 54,1         | 45,3         | 49,4         | 55,8         | 677,2     |
| dont nombre de jours avec précipitations ≥ 1 mm  | 8,4          | 6,7          | 9,3          | 9,1          | 10,8         | 10,2         | 11,1         | 9,7          | 9,1          | 7,8          | 7,9          | 9,3          | 109,5     |
| dont nombre de jours avec précipitations ≥ 5 mm  | 3,1          | 2,4          | 3,9          | 2,6          | 4            | 3,7          | 4,1          | 3,8          | 2,9          | 2,5          | 2,7          | 3,4          | 39,1      |
| dont nombre de jours avec précipitations ≥ 10 mm | 1,5          | 1            | 1,8          | 1,5          | 1,8          | 1,8          | 1,8          | 1,6          | 1,4          | 1,2          | 1,3          | 1,8          | 18,4      |
| Nombre de jours avec grêle                       | 0,2          | 0,4          | 0,6          | 0,6          | 0,3          | 0,2          | 0,5          | 0,6          | 0,7          | 0,4          | 0,8          | 0,6          | 5,8       |
| Nombre de jours d'orage                          | 0,1          | 0            | 0            | 0            | 0,1          | 0            | 0            | 0            | 0            | 0            | 0            | 0            | 0,2       |
| Nombre de jours avec brouillard                  | 0,2          | 0,3          | 0,4          | 0,5          | 0,6          | 0,4          | 0,6          | 0,7          | 0,2          | 0,2          | 0,3          | 0,3          | 4,9       |

## Histoire

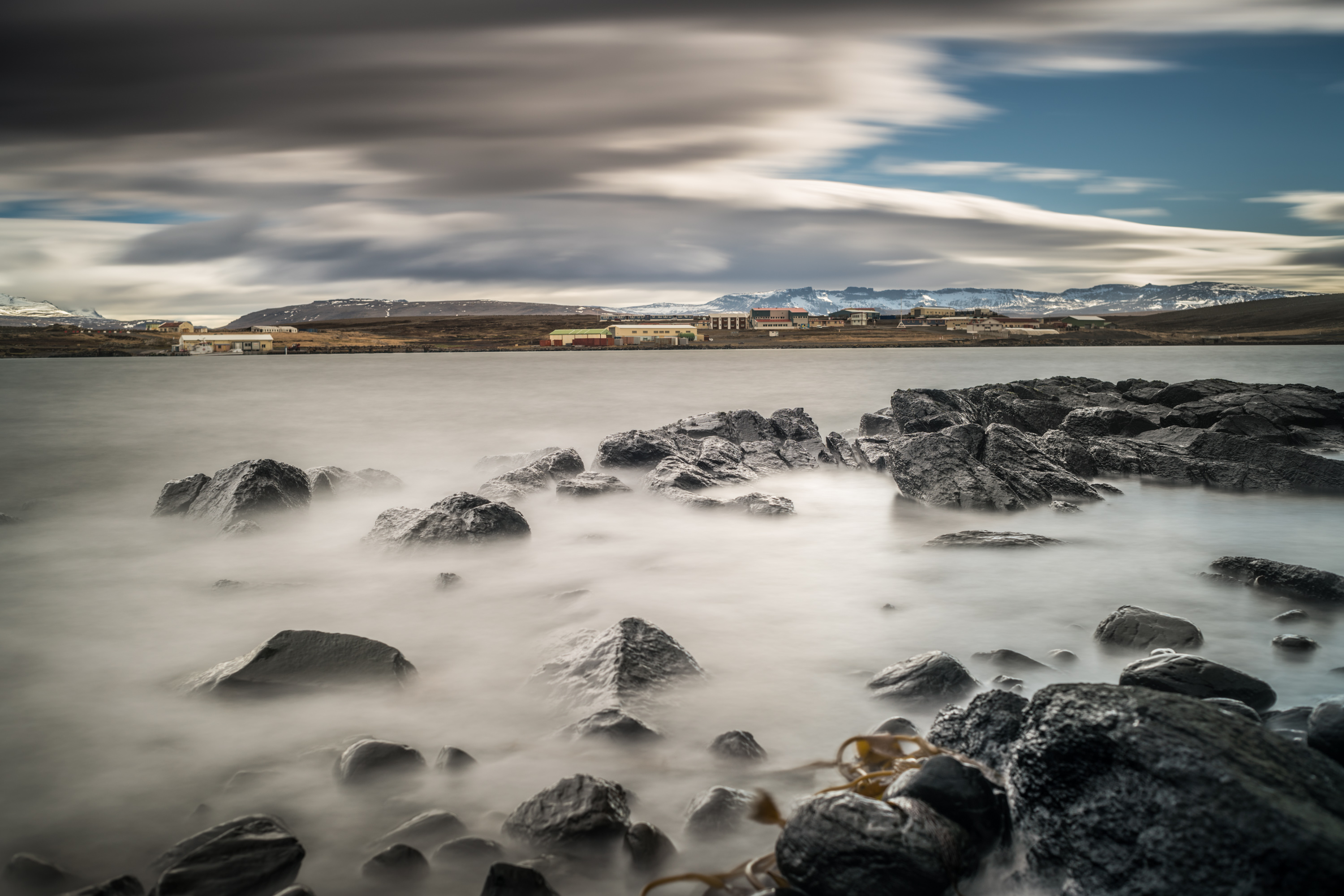
Vue de Port-aux-Français en août 2018.

Le site a été choisi en raison de sa position abritée et de la faisabilité de construction d'une piste d'aviation (qui n'a finalement jamais été réalisée). C'est le chef de mission Pierre Sicaud (1911-1998), administrateur de la France d'outre-mer, qui fait ce choix en 1949 et baptise l'emplacement Port-aux-Français. Edgar Aubert de la Rüe, membre de l'expédition relate : 
« La seule échancrure notable de cette côte est une petite anse, qui parut l'endroit indiqué à ceux auxquels incombait le choix de l'emplacement du camp. Large de 500 mètres à l'entrée, elle s'avance d'un bon kilomètre dans les terres. Peu profonde et en partie ensablée, cette anse se vide à moitié lors des grandes marées, qui sont ici de 2 mètres environ. Des navires, même de faible tirant d'eau, ne peuvent y pénétrer et doivent demeurer assez au large, sur une rade fort exposée, ce que fit le La Pérouse lorsque le temps le permit.  Du moins cette crique est-elle accessible aux embarcations lorsque le vent est modéré. Un puissant banc d'algues en protège un peu l'entrée et lui assure un certain abri. Quoi qu'il en soit, les jours de grand vent la mer s'y précipite en gros rouleaux. C'est une sorte de cul-de-sac, au fond duquel les vagues ont accumulé à la longue de nombreuses épaves. C'est là une précieuse réserve de bois de chauffage ! Rompant ses chaînes lors d'une tempête, l'Arques, que j'avais connu ancré à Port-des-Iles, est venu se fracasser à l'entrée de cette anse, où sa carcasse est encore visible.
Le baptême du site choisi pour abriter la Mission fut assez laborieux. En premier lieu, cette crique reçut le nom d'Arétas, notre docteur ; après quoi prévalut celui d'anse des Weasels, pour célébrer l'arrivée aux Kerguelen d'engins motorisés. Finalement, Pierre Sicaud décida que l'endroit se nommerait Port-aux-Français ».
Par une étrange association, l'explorateur La Pérouse avait nommé « Port des Français » un fjord d'Alaska et c'est l'aviso La Pérouse qui amena Pierre Sicaud aux Kerguelen. Celui-ci affirma qu'il s'agissait cependant d'une pure coïncidence. La station est établie et est fonctionnelle dès le 1er janvier 1950. Au retour de la mission conduite par Sicaud en 1951 et 1953, le ministre de la France d'Outre-mer, François Mitterrand, confirme la décision de créer une station permanente.
À partir de 1955, des machines mises au point en Australie sont apportées sur le site, destinées à l'usine phoquière construite en 1957 pour le compte de la Société industrielle des abattoirs parisiens (Sidap). C'est au sein de ce bâtiment encore vide qu'est célébré le 16 décembre 1957 le premier mariage tenu aux îles Kerguelen, celui du jeune chef d'entreprise à l'origine du projet, Marc Péchenart avec Martine Raulin. Les cuiseurs, autoclaves, égoutteurs et centrifugeuses sont montés le lendemain. L'usine ferme dans les années 1960. Le matériel n'est rapatrié à La Réunion qu'en 2005, à la suite d'un don des Péchenart.
L'archipel reçoit le statut de colonie française de 1905 à 1960, puis de territoire français d'outre-mer dès 1960. Avant 1960, l'archipel était en théorie administré depuis la colonie française de Madagascar, mais dans les faits, c'était le ministère de la Défense (département de la Marine) qui administrait et prenait en charge la gestion du territoire, avec un bureau à Port-aux-Français.
Les résidents de Port-aux-Français sont localement appelés les Pafiens.

## Organisation de la station scientifique

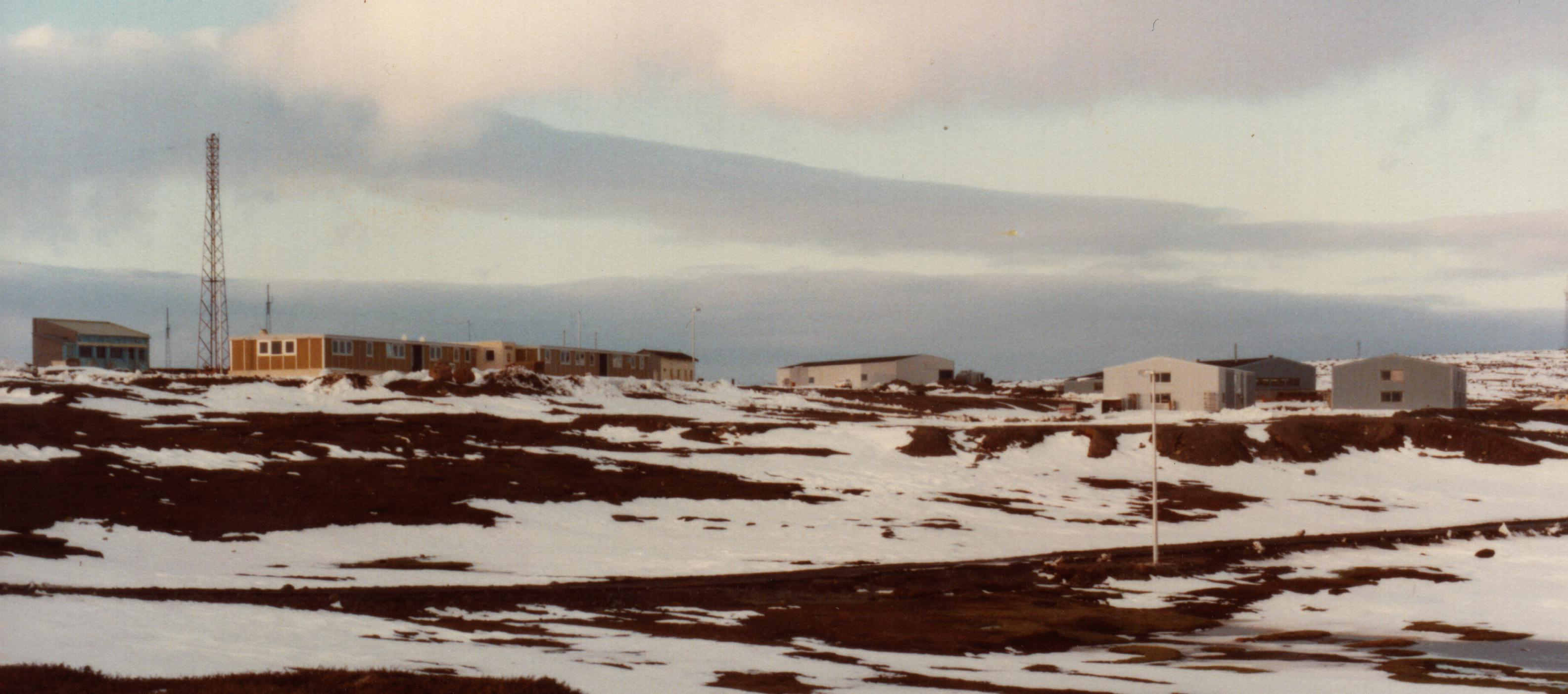
Vue partielle de la base en 1983.

La station dispose d'un port en eaux peu profondes et d'un quai de déchargement pour les barges assurant la navette avec le navire ravitailleur. L'effectif de la base est généralement de 45 personnes pendant l'hivernage (mars à novembre), et peut atteindre 120 personnes en campagne d'été (décembre à février). La station, en plus des moyens logistiques nécessaires à son fonctionnement et d'un petit hôpital, comprend des laboratoires scientifiques (biologie, géophysique…) et des installations techniques (météorologie, télécommunications, suivi des satellites, etc.).
La petite église Notre-Dame-du-Vent domine la base à l'ouest et constitue le lieu de culte français le plus austral.

## Infrastructures
On peut y retrouver une bibliothèque, deux restaurants et un parc d'attraction nommé: Pingouin Land